# Атлантически конгоански езици
Атлантическите конгоански езици са езикова група, обхващаща над 1400 езика, над 90% от езиците в Нигер-конгоанското семейство, говорени от около 400 милиона души. Основната подгрупа са волта-конгоанските езици, разпространени в цяла Субсахарска Африка. Атлантическите езици се говорят в части от Западна Африка, а иджоидните – в някои части на Нигерия.